# Classifica dei marcatori della Primera División (Argentina)
La seguente è una classifica dei marcatori della Primera División Argentina.

## Classifica generale
Di seguito è riportata la classifica dei giocatori che nella storia della Primera División hanno realizzato almeno 100 reti.
L'elenco tiene conto dei campionati a partire dal 1891 fino ad oggi.
In grassetto sono riportati i calciatori tuttora militanti in Primera División e i club per i quali giocano.
Statistiche aggiornate al 20 agosto 2022. 
| Pos. | Naz.                 | Nome                       | Reti | Pres. | Media | Debutto | Reti per squadra |
| ---- | -------------------- | -------------------------- | ---- | ----- | ----- | ------- | --- |
| 1.   | Paraguay (bandiera)  | Arsenio Erico              | 295  | 332   | 0.88  | 1947    | Independiente (295) |
| 2.   | Argentina (bandiera) | Ángel Labruna              | 294  | 515   | 0.57  | 1939    | River Plate (293) |
| 3.   | Argentina (bandiera) | Herminio Masantonio        | 256  | 358   | 0.71  | 1931    | Huracán (254); Banfield (2) |
| 4.   | Argentina (bandiera) | Manuel Seoane              | 249  | 299   | 0.83  | 1921    | Estudiantes (LP) (230); Progresista (5); El Porvenir (14) |
| 5.   | Argentina (bandiera) | Roberto Cherro             | 236  | 345   | 0,68  | 1924    | Sp. Barracas (15); Quilmes (2); Ferro Carril Oeste (4); Boca Juniors (215) |
| 6.   | Argentina (bandiera) | José Sand                  | 235  | 548   | 0,43  | 1999    | Colón (SF) (8); Def. de Belgrano (21); River Plate (11); Banfield (10); Lanús (166); Racing Club (2); Tigre (1); Aldosivi (12); Boca Juniors (4)                               |
| 7.   | Argentina (bandiera) | Bernabé Ferreyra           | 233  | 234   | 0,99  | 1929    | Tigre (46); River Plate (187) |
| 8.   | Argentina (bandiera) | Manuel Pelegrina           | 231  | 490   | 0.47  | 1938    | Estudiantes (LP) (221); Huracán (10) |
| 9.   | Argentina (bandiera) | Martín Palermo             | 227  | 407   | 0.56  | 1992    | Estudiantes (LP) (34); Boca Juniors (193) |
| 10.  | Argentina (bandiera) | José Sanfilippo            | 226  | 330   | 0.68  | 1953    | San Lorenzo (200); Boca Juniors; Banfield (19) |
| 11.  | Argentina (bandiera) | Ricardo Infante            | 217  | 439   | 0.49  | 1942    | Estudiantes (LP) (180); Huracán (31); Gimnasia (LP) (6) |
| 12.  | Argentina (bandiera) | Francisco Varallo          | 216  | 282   | 0.77  | 1928    | Gimnasia (LP) (36); Boca Juniors (180) |
| 13.  | Argentina (bandiera) | Oscar Más                  | 215  | 429   | 0.50  | 1964    | River Plate (198); Quilmes (3); Sarmiento (J) (6); Mariano Moreno (7); Huracán (LH) (1)                                                                                        |
| 14.  | Argentina (bandiera) | Domingo Tarasconi          | 208  | 289   | 0.72  | 1921    | Atlanta (8); Boca Juniors (187); Gral. San Martín (13) |
| 15.  | Argentina (bandiera) | Carlos Bianchi             | 206  | 324   | 0.76  | 1967    | Vélez Sarsfield (206) |
| 16.  | Argentina (bandiera) | Miguel Brindisi            | 194  | 441   | 0.44  | 1967    | Huracán (165); Boca Juniors (27); Unión (SF) (2) |
| 17.  | Paraguay (bandiera)  | Delfín Benítez Cáceres     | 193  | 312   | 0.69  | 1932    | Boca Juniors (108); Racing Club (65); Ferro Carril Oeste (20) |
| 18.  | Argentina (bandiera) | José Manuel Moreno         | 187  | 359   | 0.52  | 1935    | River Plate (179); Boca Juniors (7); Ferro Carril Oeste (1) |
| 19.  | Argentina (bandiera) | Hugo Gottardi              | 186  | 450   | 0.41  | 1973    | Racing Club (54); Estudiantes (LP) (125); Talleres (C) (7) |
| 20.  | Argentina (bandiera) | Roque Avallay              | 184  | 522   | 0.35  | 1965    | Independiente (5); Newell's Old Boys (51); Huracán (70); Atlanta (6); Chacarita Juniors (22); Racing Club (30)                                                                 |
| 21.  | Argentina (bandiera) | Alberto Zozaya             | 183  | 224   | 0.82  | 1929    | Estudiantes (LP) (183) |
| 22.  | Argentina (bandiera) | Juan José Pizzuti          | 182  | 349   | 0,52  | 1965    | Banfield (47); River Plate (7); Racing Club (118); Boca Juniors (10) |
| 23.  | Argentina (bandiera) | Jaime Sarlanga             | 171  | 302   | 0.56  | 1935    | Tigre (3); Ferro Carril Oeste (47); Boca Juniors (115); Gimnasia (LP) (6) |
| 24.  | Argentina (bandiera) | Luis Artime                | 165  | 219   | 0.75  | 1959    | Atlanta (50); River Plate (70); Independiente (45) |
| 25.  | Argentina (bandiera) | Esteban Fuertes            | 165  | 381   | 0.43  | 1992    | Platense (9); Racing Club (118); Colón (SF) (136); River Plate (12) |
| 26.  | Argentina (bandiera) | Diego García               | 165  | 300   | 0.55  | 1925    | San Lorenzo (165) |
| 27.  | Argentina (bandiera) | Norberto Alonso            | 164  | 447   | 0.36  | 1971    | River Plate (148); Vélez Sarsfield (16) |
| 28.  | Argentina (bandiera) | Emilio Baldonedo           | 163  | 262   | 0.62  | 1935    | Huracán (163) |
| 29.  | Argentina (bandiera) | Carlos Morete              | 160  | 320   | 0.50  | 1970    | River Plate (103); Boca Juniors (3); Talleres (C) (20); Independiente (29); Argentinos Juniors (5)                                                                             |
| 30.  | Argentina (bandiera) | Alejandro Scopelli         | 158  | 243   | 0.65  | 1926    | Estudiantes (LP) (134); Racing Club (24) |
| 31.  | Argentina (bandiera) | Llamil Simes               | 155  | 292   | 0.53  | 1943    | Huracán (40); Racing Club (107); Tigre (8) |
| 32.  | Argentina (bandiera) | Héctor Scotta              | 152  | 271   | 0.56  | 1970    | Unión (SF) (9); San Lorenzo (140); Ferro Carril Oeste (1); Boca Juniors (2) |
| 33.  | Argentina (bandiera) | Mario Boyé                 | 152  | 312   | 0.49  | 1941    | Boca Juniors (112); Racing Club (33); Huracán (7) |
| 34.  | Argentina (bandiera) | Vicente de la Mata         | 152  | 385   | 0.39  | 1937    | Independiente (151); Newell's Old Boys (1) |
| 35.  | Argentina (bandiera) | Diego Maradona             | 151  | 241   | 0.67  | 1976    | Argentinos Juniors (116); Boca Juniors (35) |
| 36.  | Argentina (bandiera) | Rinaldo Martino            | 147  | 238   | 0.62  | 1941    | San Lorenzo (144); Boca Juniors (3) |
| 37.  | Argentina (bandiera) | Carlos Peucelle            | 144  | 416   | 0.35  | 1927    | Sp. Buenos Aires (31); River Plate (113) |
| 38.  | Argentina (bandiera) | Rodolfo Fischer            | 142  | 271   | 0.52  | 1969    | San Lorenzo (142) |
| 39.  | Argentina (bandiera) | Juan José Ferraro          | 142  | 323   | 0.44  | 1944    | Vélez Sarsfield (110); Boca Juniors (32) |
| 40.  | Argentina (bandiera) | Víctor Marchetti           | 141  | 468   | 0.30  | 1969    | River Plate (55), Unión (SF) (45); San Lorenzo (6), Rosario Central (17); Racing Club (18)                                                                                     |
| 41.  | Argentina (bandiera) | Ernesto Farías             | 141  | 315   | 0.44  | 1998    | Estudiantes (LP) (94); River Plate (35); Independiente (12) |
| 42.  | Argentina (bandiera) | José Luis Calderón         | 141  | 388   | 0.36  | 1992    | Estudiantes (LP) (57); Independiente (52); Arsenal Sarandí (29); Argentinos Juniors (3)                                                                                        |
| 43.  | Argentina (bandiera) | Agustín Cosso              | 140  | 175   | 0.80  | 1933    | Vélez Sarsfield (95); San Lorenzo (34); Banfield (11) |
| 44.  | Argentina (bandiera) | Alberto Ohaco              | 138  | 190   | 0.73  | 1911    | Racing Club (138) |
| 45.  | Argentina (bandiera) | Alfredo Obberti            | 138  | 258   | 0.53  | 1962    | Huracán (26); Los Andes (23); Newell's Old Boys (89) |
| 46.  | Argentina (bandiera) | Adolfo Pedernera           | 137  | 336   | 0.40  | 1935    | River Plate (131); Atlanta (4); Newell's Old Boys (2) |
| 47.  | Argentina (bandiera) | Evaristo Barrera           | 136  | 142   | 0.95  | 1933    | Racing Club (136) |
| 48.  | Argentina (bandiera) | René Pontoni               | 133  | 212   | 0.63  | 1941    | Newell's Old Boys (67); San Lorenzo (66) |
| 49.  | Argentina (bandiera) | José Omar Reinaldi         | 133  | 328   | 0.41  | 1968    | Belgrano (31); River Plate (12); Talleres (C) (72); Loma Negra (4); Rosario Central (13)                                                                                       |
| 50.  | Uruguay (bandiera)   | Santiago Silva             | 131  | 352   | 0.37  | 2005    | Newell's Old Boys (4); Gimnasia (LP) (18); Vélez Sarsfield (35); Banfield (33); Boca Juniors (13); Lanús (12); Arsenal Sarandí (7); Talleres (C) (4); Argentinos Juniors (5)   |
| 51.  | Argentina (bandiera) | Oscar Antonio Lupo         | 130  | 231   | 0.56  | 1923    | Porteño (1); Platense (3); San Fernando (63); Atlanta (3); Liberal Argentino (2); Vélez Sarsfield (20); Belgrano (38)                                                          |
| 52.  | Argentina (bandiera) | Norberto Conde             | 130  | 323   | 0.40  | 1952    | Vélez Sarsfield (108); Huracán (10); Atlanta (11); Ferro Carril Oeste (1) |
| 53.  | Argentina (bandiera) | Alberto Acosta             | 128  | 319   | 0.40  | 1986    | Unión (SF) (15); San Lorenzo (102); Boca Juniors (11) |
| 54.  | Argentina (bandiera) | Miguel Ángel Benito        | 128  | 355   | 0.36  | 1968    | Quilmes (21); Vélez Sarsfield (74); Estudiantes (LP) (18); Rosario Central (15)                                                                                                |
| 55.  | Argentina (bandiera) | Rubén Bravo                | 127  | 232   | 0,54  | 1941    | Rosario Central (48); Racing Club (79) |
| 56.  | Argentina (bandiera) | Luis Ravaschino            | 127  | 281   | 0,45  | 1922    | Progresista (1); Independiente (125); Lanús (1) |
| 57.  | Argentina (bandiera) | Héctor Yazalde             | 126  | 238   | 0.53  | 1967    | Independiente (72); Newell's Old Boys (54) |
| 58.  | Argentina (bandiera) | Carlos Babington           | 126  | 305   | 0.41  | 1969    | Huracán (126) |
| 59.  | Argentina (bandiera) | Ernesto Mastrangelo        | 126  | 312   | 0.40  | 1968    | Atlanta (26); River Plate (33); Unión (SF) (20); Boca Juniors (47) |
| 60.  | Argentina (bandiera) | Arturo Naón                | 126  | 177   | 0.73  | 1931    | Gimnasia (LP) (101); San Lorenzo (24); Racing Club (1) |
| 61.  | Argentina (bandiera) | Luis Arrieta               | 124  | 169   | 0.73  | 1939    | Lanús (120); Ferro Carril Oeste (4) |
| 62.  | Argentina (bandiera) | Alfredo Rojas              | 124  | 254   | 0.49  | 1956    | Lanús (40); River Plate (2); Gimnasia (LP) (35); Boca Juniors (47) |
| 63.  | Argentina (bandiera) | Bernardo Gandulla          | 124  | 251   | 0.49  | 1935    | Ferro Carril Oeste (87); Atlanta (11); Boca Juniors (26) |
| 64.  | Argentina (bandiera) | Santiago Vernazza          | 123  | 263   | 0.45  | 1947    | Platense (52); River Plate (71) |
| 65.  | Argentina (bandiera) | Norberto Méndez            | 122  | 391   | 0.31  | 1939    | Huracán (67); Tigre (7); Racing Club (48) |
| 66.  | Argentina (bandiera) | Raimundo Orsi              | 122  | 299   | 0.41  | 1920    | Independiente (99); Platense (10); Almagro (13) |
| 67.  | Argentina (bandiera) | Guillermo Dannaher         | 120  | 202   | 0.59  | 1912    | Argentino (Q) (30); Columbian (18); Almagro (16); Atlanta (9); Tigre (1); Huracán (28); Quilmes (18)                                                                           |
| 68.  | Argentina (bandiera) | Esteban González           | 118  | 343   | 0.35  | 1982    | Ferro Carril Oeste (35); Dep. Español (16); Vélez Sarsfield (48); San Lorenzo (19)                                                                                             |
| 69.  | Argentina (bandiera) | Alberto Marcovecchio       | 118  | 169   | 0.70  | 1912    | Racing Club (118) |
| 70.  | Italia (bandiera)    | Eduardo Ricagni            | 117  | 203   | 0.58  | 1944    | Platense (22); Boca Juniors (20) - Chacarita Juniors (39); Huracán (36) |
| 71.  | Argentina (bandiera) | Ricardo Alarcón            | 117  | 211   | 0.55  | 1933    | Boca Juniors (33); Platense (7); San Lorenzo (77) |
| 72.  | Argentina (bandiera) | Víctor Ramos               | 117  | 275   | 0.43  | 1978    | Newell's Old Boys (102); Unión (SF) (15) |
| 73.  | Argentina (bandiera) | José Iglesias              | 117  | 288   | 0.41  | 1976    | San Lorenzo (19); All Boys (1); Sarmiento (J) (16); Rosario Central (29); Huracán (8); Estudiantes (LP) (11); Racing Club (16); Talleres (C) (11); Dep. Español (2); Lanús (4) |
| 74.  | Argentina (bandiera) | Ricardo Gareca             | 117  | 334   | 0.35  | 1978    | Boca Juniors (64); Sarmiento (J) (13); River Plate (4); Vélez Sarsfield (25); Independiente (11)                                                                               |
| 75.  | Argentina (bandiera) | Albérico Zabaleta          | 117  | 202   | 0.35  | 1978    | Independiente (14); Argentino (Q) (8); Racing Club (91); Almagro (4) |
| 76.  | Argentina (bandiera) | Jorge Comas                | 116  | 326   | 0.36  | 1980    | Vélez Sarsfield (53); Colón (SF) (8); Boca Juniors (55) |
| 77.  | Argentina (bandiera) | Mario Kempes               | 116  | 149   | 0.77  | 1973    | Instituto (C) (11); Rosario Central (90); River Plate (15) |
| 78.  | Uruguay (bandiera)   | Enzo Francescoli           | 115  | 197   | 0.58  | 1983    | River Plate (115) |
| 79.  | Argentina (bandiera) | Rubén Galletti             | 115  | 309   | 0.37  | 1971    | Boca Juniors (4); Estudiantes (LP) (89); River Plate (13); Argentinos Juniors (9)                                                                                              |
| 80.  | Argentina (bandiera) | Roberto D'Alessandro       | 114  | 157   | 0.72  | 1939    | Racing Club (64); River Plate (50) |
| 81.  | Argentina (bandiera) | Manuel Ferreira            | 114  | 235   | 0.49  | 1924    | Estudiantes (LP) (99); River Plate (15) |
| 82.  | Argentina (bandiera) | Ángel Chiesa               | 114  | 238   | 0.48  | 1920    | Huracán (105); Sp. Buenos Aires (9) |
| 83.  | Argentina (bandiera) | Antonio Sastre             | 113  | 340   | 0.33  | 1931    | Independiente (113) |
| 84.  | Argentina (bandiera) | Daniel Sabio               | 112  | 228   | 0.49  | 1932    | Estudiantes (LP) (56); Boca Juniors (6); Lanús (16); Gimnasia (LP) (34) |
| 85.  | Spagna (bandiera)    | Isidro Lángara             | 110  | 121   | 0.91  | 1939    | San Lorenzo (110) |
| 86.  | Argentina (bandiera) | Guillermo Barros Schelotto | 110  | 414   | 0.27  | 1991    | Gimnasia (LP) (48); Boca Juniors (62) |
| 87.  | Argentina (bandiera) | Juan Carlos Irurieta       | 109  | 174   | 0.63  | 1922    | Estudiantes (LP) (59); Argentino (Q) (3); River Plate (17); All Boys (30) |
| 88.  | Argentina (bandiera) | Juan Maglio                | 109  | 245   | 0.44  | 1919    | Nueva Chicago (108); San Lorenzo (1); Almagro (1); Gimnasia (LP) (1); Chacarita Juniors (1); Ferro Carril Oeste (1)                                                            |
| 89.  | Argentina (bandiera) | René Houseman              | 109  | 281   | 0.39  | 1973    | Huracán (108); River Plate (1) |
| 90.  | Argentina (bandiera) | Andrés Silvera             | 107  | 322   | 0.33  | 1998    | Huracán (6); Unión (SF) (22); Independiente (40); San Lorenzo (37); Belgrano (2)                                                                                               |
| 91.  | Argentina (bandiera) | Facundo Sava               | 107  | 355   | 0.28  | 1993    | Ferro Carril Oeste (8); Gimnasia (LP) (69); Racing Club (27); Arsenal Sarandí (3)                                                                                              |
| 92.  | Uruguay (bandiera)   | Antonio Alzamendi          | 106  | 270   | 0.39  | 1978    | Independiente (76); River Plate (30) |
| 93.  | Argentina (bandiera) | Vicente Zito               | 106  | 324   | 0.33  | 1931    | Quilmes (18); Racing Club (73); Atlanta (15) |
| 94.  | Argentina (bandiera) | Oscar Dertycia             | 105  | 236   | 0.44  | 1982    | Instituto (C) (83); Argentinos Juniors (22) |
| 95.  | Argentina (bandiera) | Pío Corcuera               | 104  | 231   | 0.45  | 1941    | Boca Juniors (80); Gimnasia (LP) (24) |
| 96.  | Argentina (bandiera) | Néstor Scotta              | 104  | 282   | 0.37  | 1968    | Unión (SF) (16); River Plate (10); Racing Club (63); Platense (4); Temperley (11)                                                                                              |
| 97.  | Argentina (bandiera) | Guillermo Trama            | 104  | 369   | 0.28  | 1971    | Aldosivi (2); San Martín (M) (7); Racing Club (16); Rosario Central (42); Estudiantes (LP) (37)                                                                                |
| 98.  | Argentina (bandiera) | Mariano Pavone             | 103  | 333   | 0.31  | 2000    | Estudiantes (LP) (58); River Plate (10); Lanús (9); Vélez Sarsfield (24); Racing Club (2)                                                                                      |
| 99.  | Argentina (bandiera) | Juan Andrés Marvezzi       | 103  | 158   | 0.64  | 1937    | Tigre (101); Racing Club (2) |
| 100. | Argentina (bandiera) | Luis María Rongo           | 103  | 111   | 0.91  | 1935    | River Plate (58); Argentinos Juniors (8); Platense (37) |
| 101. | Argentina (bandiera) | Juan Armando Benavídez     | 102  | 238   | 0.43  | 1946    | Newell's Old Boys (34); San Lorenzo (68) |
| 102. | Argentina (bandiera) | Ermindo Onega              | 102  | 252   | 0.44  | 1957    | River Plate (96); Vélez Sarsfield (6) |
| 103. | Argentina (bandiera) | Ernesto Grillo             | 102  | 278   | 0.37  | 1949    | Independiente (90); Boca Juniors (12) |
| 104. | Argentina (bandiera) | Félix Loustau              | 102  | 376   | 0.27  | 1942    | River Plate (102) |
| 105. | Argentina (bandiera) | Daniel Montenegro          | 102  | 416   | 0.24  | 1997    | Huracán (35); Independiente (56); River Plate (11) |
| 106. | Argentina (bandiera) | Ángel Laferrara            | 101  | 110   | 0.91  | 1936    | Estudiantes (LP) (86); Boca Juniors (8); Ferro Carril Oeste (7) |
| 107. | Italia (bandiera)    | Renato Cesarini            | 101  | 182   | 0.55  | 1922    | Alvear (16); San Isidro (1); Chacarita Juniors (72); Ferro Carril Oeste (5); River Plate (7)                                                                                   |
| 108. | Argentina (bandiera) | Aníbal Troncoso            | 101  | 253   | 0.39  | 1932    | Talleres (RdE) (18); Lanús (5); Boca Juniors (5); Tigre (73) |
| 109. | Argentina (bandiera) | Genaro Canteli             | 100  | 178   | 0.57  | 1932    | San Lorenzo (70); Tigre (2); Vélez Sarsfield (28) |
| 110. | Argentina (bandiera) | Leopoldo Luque             | 100  | 261   | 0.38  | 1972    | Rosario Central (3); Unión (SF) (20); River Plate (75); Racing Club (2) |
| 111. | Argentina (bandiera) | Alfredo Carricaberry       | 100  | 279   | 0.36  | 1963    | Rosario Central (5); Platense (44); Banfield (16); River Plate (3); Independiente (6); Gimnasia (LP) (26)                                                                      |
| 112. | Argentina (bandiera) | Rafael Domingo Moreno      | 100  | 318   | 0.31  | 1969    | Argentinos Juniors (81); Unión (SF) (19) |